# Gemachmühle
Eine Gemachmühle (mundartl. Gmachmühle, Gmachlmühle; von „Gemach“: Ordnung, Gesetz, Abmachung, Vereinbarung; vergl.: „Gemächtnis“) ist eine Haus- oder Privatmühle. 
Einzelne Bauern konnten sich vom Mühlenzwang befreien lassen und das Recht erlangen, eine Mühle für sich allein oder gemeinsam mit mehreren anderen Bauern zur Deckung des eigenen Bedarfes zu betreiben (Gegensatz: Mautmühle).
Die Interpretation, die Gemachmühle sei eine kleine Mühle, bei der sich die Mühleneinrichtung in einem einzigen Raum (Gemach) befindet, ist falsch.